# アイアンメイデン (コミック)
アイアンメイデン（Iron Maiden）またはメリーナ・ヴォストコフ（Melina Vostokoff）は、マーベル・コミックに登場する架空のスーパーヴィランであり、ブラック・ウィドウの宿敵。

## 発行履歴
1983年11月にラルフ・マッチオとジョージ・ペレスに創造され、『Marvel Fanfare』第11号でデビューした。

## キャラクター経歴
メリーナ・ヴォストコフ/アイアンメイデンはロシア連邦政府から雇われた暗殺者だった。自分はナターシャ・ロマノフ/ブラック・ウィドウの影に生きていると感じたヴォストコフは、彼女に深い憎しみを抱くようになり、やがて彼女はロシア政府で働くのをやめ、フリーの諜報員兼暗殺者となって、ブラック・ウィドウを殺すために雇われた。そしてロマノフを攻撃すると、ジミー・ウーたち“S.H.I.E.L.D.”のエージェントが到着して戦いを終わらせるまで激しい戦闘を行い、ヴォストコフはその場から逃れることに成功した。
ヴォストコフは次に、スーペリア率いる超人的な女性犯罪者集団“フェミゾンズ”に加わり、チームの中尉のひとりとなって権力を得て地球を滅亡させ、女性が支配する新しい世界を作ることを目指した。

### シビル・ウォー
ヴォストコフはシビル・ウォーの間、捕らえられて“サンダーボルツ”に強制加入させられた。
ヴォストコフはその後、ロシアの禁域外にある“A.I.M.”施設への攻撃を指揮するため、“レモント・シックス”として知られるソビエト革命家のグループに加わった。

## パワー・能力・武装
アイアンメイデンは武術に長け、暗殺者兼スパイエージェントとして活動しており、園芸の知識も有している。
彼女は武器のエキスパートでもあり、軽量で頑強な銀色の外骨格のような形状のアーマーを装備しており、衝撃や銃弾、エネルギー兵器による攻撃も防ぐことに加えて、彼女の強さと耐久性を未知のレベルまで高めている。

## その他のバージョン

### 『アルティメット・マーベル』
『アルティメット・マーベル』では、アイアンメイデンはロマノフに与えられている名前であり、アイアンマンのアーマーと同様のアーマースーツ“サイバーナトリックス”を装着した。

### 『Marvel Mangaverse』
『Marvel Mangaverse』におけるアイアンメイデンは、トニー・スタークの双子の妹でスーパーヒーローのトニ・スタークの別名である。元S.H.I.E.L.D.のエージェントであったが、兄が謎の失踪を遂げた後、“スターク・インダストリーズ”を引き継いだ。しかし後にハルクとの戦闘中に生命を落とした。

### 『アースX』
『アースX三部作』では、正史のアース616とは異なるキャラクターとして登場。リード・リチャーズの元部下であり、レッドスカルの手下になることを余儀なくされていた。
後に“ヴィブラニウム”に触れたことで、地球上のヴィブラニウムをすべてを完全にコントロールする能力を持つミュータントとなり、その力を活かして射撃武器、エネルギー投射、飛行などの機能を持つヴィブラニウム製アーマーを作り上げてその身に装着した。

### 『Exiles』
『New Exiles』シリーズでは、正体不明の女性がアイアン・メイデンの偽名を使いながら独自のバトルスーツを使用しており、ブラックドッグ、ブラッドウィッチ、ラフ・ジャスティス、サンドストームと共に“ブラッドフォース”のメンバーとして登場する。

## MCU版
マーベル・シネマティック・ユニバース（MCU）では、メリーナ・ヴォストコフ（Melina Vostokoff）をレイチェル・ワイズが演じる。日本語吹替は田中敦子が担当する。
本項では、“アース616”（正史の宇宙）におけるメリーナを主軸として表記するが、現在のところ、原作コミックのようにアイアンメイデンとしては登場していない。

### キャラクター像
生まれて間もない頃より“レッドルーム”に属し、“ウィドウ”の訓練プログラムを受けた女性科学者。1992年にドレイコフの指示でアレクセイ・ショスタコフ/レッド・ガーディアンと偽装結婚し、アメリカ・オハイオ州へ潜入してナターシャ・ロマノフとエレーナ・ベロワの“母親”という役割でアレクセイと共に偽装家族を演じながら、現地での任務を3年間遂行していた。
オハイオ州に潜入していた頃は蛍の生物発光を教えたり、「痛みは人を強くする」と説くなど、ナターシャやエレーナに理知的で心優しい母親として触れ合っていた。だが潜入任務が完了し、オハイオ州脱出時には“S.H.I.E.L.D.”の追手に銃撃されて負傷し、脱出に成功したものの、キューバに到着した時点で意識を失ったままナターシャたちと引き離されていた。その後はレッドルーム本部に戻り、奪取した“ウィンター・ソルジャー計画”のデータから化学的な洗脳技術を確立して組織に提供。現在ではドレイコフの側近の立場にあり、養豚場で実験台の豚を利用した洗脳の研究を行なっていたが、“アベンジャーズの内乱”直後の時期に、偽装家族であったナターシャ、エレーナ、アレクセイとの再会を果たし、レッドルームに反旗を翻した。

### 変異体
“アース82111”に存在するメリーナの“変異体”。レッドルームの支配者であり、“アベンジャーズ”へと鞍替えしたナターシャ・ロマノフ/ブラック・ウィドウを恨んでいる。

### 能力
ウィドウとして何度も訓練を受けたことから、25ヵ国語を使いこなせる言語能力、直接の実戦能力や各種ビークルの操縦技術など、スパイとして現世代のウィドウにも引けを取らないほど高度なスキルを有し、絶対的な自信を持つほど科学技術も優れている。

### 養豚場
サンクトペテルブルク郊外の草原にあるメリーナの実験場。併設されている家屋には一般的な居住設備のほか、武器庫も構えられ、レッド・ガーディアンのユニフォームや、オハイオ州での思い出のアルバムも置いてあった。
2016年の時点でメリーナは、ここで複数の豚を実験台とした研究を行っており、同年にはレッドルームの所在を求めて訪ねてきたナターシャ、エレーナ、アレクセイとの再会の場となる。

### 各作品における活躍
『ブラック・ウィドウ』
本作でMCU初登場。養豚場で研究に没頭する日々を送っていたところにやって来たナターシャたちを招き入れるも、操った豚の息を止めさせて研究成果を披露するだけでなく、洗脳の研究に何の抵抗も抱いていないとしか思えない口ぶりや、エレーナが洗脳の被験者にされていたとは知らずにもう家族と思ってないと言い放つなど、若干険悪なムードを生んで皆をげんなりさせてしまうが、自身も家族としての思いを捨て切れていない様子を垣間見せ、それに気づいたナターシャのドレイコフ打倒を目指す強い心を認めると、レッドルーム本部に彼女たちの来訪を通報したと打ち明け、彼女と2人で本部への潜入・壊滅計画を立てて、互いに変装しあい、本部に連行されるふりを装った。
そして、本部に連行されて捕縛されたように見せかけ、囚われたアレクセイやエレーナを解放させると、2人にも計画を伝達・指示し、自身は本部の着陸操作にあたって、ドレイコフの妨害もあったが、意図せずに本部のエンジンを破壊してしまった。それでも冷静さを失わず機動部隊をあしらい、タスクマスターを不意打ちしてアレクセイを救うと、2人で輸送機を奪い脱出を試みるが、機動隊員の激突で輸送機が飛行できなくなってしまった。しかし運良く不時着し、片足を怪我したものの、再会した“家族”4人で蟠りを解きあい、接近する当局の部隊を足止めしようとするナターシャに一緒に戦うことを勧めるが、彼女の心遣いを受けてエレーナとアレクセイ、ウィドウズにアントニアも連れてナターシャと別れる。
『ホワット・イフ...?』シーズン2 第5話
本作では、アース82111におけるメリーナがメインヴィランとして登場。ナターシャやペギー・カーター/キャプテン・カーターと敵対する。
2025年5月2日公開予定の映画『サンダーボルツ*』には、2023年時点のインタビューでワイズ本人が出演を明確に否定しているものの、その後のネット界隈ではメリーナが本作に登場する噂が存在している。

## テレビアニメ
- 『アベンジャーズ・アッセンブル』：ナターシャ/ブラック・ウィドウが“アイアンメイデン”という名称のアーマーを使用する[39]。